# Нежилая Шача
Нежилая Шача — река в России, протекает в Буйском районе Костромской области. Устье реки находится в 135 км по правому берегу реки Кострома. Длина реки составляет 33 км, площадь водосборного бассейна 98,2 км². в верховьях также называется Шача.
Исток реки находится в лесу близ границы с Вологодской областью в 32 км к северо-западу от города Буй. Течёт на юго-восток. В верховьях протекает нежилые деревни Дор-Охотин и Дор-Павловский, огибает посёлок Шушкодом, после чего входит в ненаселённый лесной массив, которому обязана названием. Впадает в Кострому ниже посёлка Центральный, девятью километрами севернее центра города Буй.

## Данные водного реестра
По данным государственного водного реестра России относится к Верхневолжскому бассейновому округу, водохозяйственный участок реки — Кострома от истока до водомерного поста у деревни Исады, речной подбассейн реки — Волга ниже Рыбинского водохранилища до впадения Оки. Речной бассейн реки — (Верхняя) Волга до Куйбышевского водохранилища (без бассейна Оки).
По данным геоинформационной системы водохозяйственного районирования территории РФ, подготовленной Федеральным агентством водных ресурсов:
- Код водного объекта в государственном водном реестре — 08010300112110000012175
- Код по гидрологической изученности (ГИ) — 110001217
- Код бассейна — 08.01.03.001
- Номер тома по ГИ — 10
- Выпуск по ГИ — 0

## Топографические карты
- Лист карты O-37-XVIII Буй. Масштаб: 1 : 200 000. Состояние местности на 1972 год. Издание 1977 г.